# 陈永洲事件
陈永洲事件是指時任《新快報》記者陳永洲因爲發表“中聯重科涉嫌銷售造假”新闻，導致中聯重科向湖南長沙警方報案，隨後陈永洲被長沙警方跨省刑事拘留的事件。事件在社會引起強烈反應，《新快報》頭版呼籲長沙警方放人。但此後央視及新快報均指稱陳永洲是“收錢”發“失實報道”。

## 背景
《新快報》記者陳永洲曾於2012年9月起发表多篇关於中聯重科的質疑性報道。2013年5月27日，《新快報》再次刊登陳永洲文章《中聯重科再遭舉報財務造假記者暗訪證實華中大區涉嫌虛假銷售》。
2013年7月10日與11日，中聯重科董事長助理高輝在連續发佈以「輿霸與打手」、「打手！陰谋，黑手，輿霸」等為題的微博，指責陳永洲作虛假報導，并公開陈永洲的記者證及個人信息。隨後，《新快報》發表聲明，要求高輝立即停止侵權行為，刪除微博中的侵權言論，并在微博及相關媒體中賠禮道歉，消除影響。聲明未獲高輝理會，《新快報》社及陳永洲向中聯重科提出侵權訴訟。2013年8月7日，廣州市天河區人民法院立案受理訴訟。中聯重科則向天河區人民法院提出管轄權異議，但遭駁回。之後，中聯重科向長沙警方報案。

## 拘捕和各方表態
2013年10月17日陳永洲及妻子接到警方通知前往派出所補充一月多前家中失竊的資料，進入詢問室後僅被詢問了幾句關於失竊案的情況，陳永洲即被長沙警方帶上一輛湖南牌照奔馳車帶回長沙。10月19日晚9時許，陳永洲妻子接到丈夫電話稱自己以涉嫌損害商業信譽罪被刑事拘留。。10月22日晚，長沙市公安局透過官方微博證實，陳永洲已於10月19日被長沙警方刑事拘留，原因是其涉嫌損害商業信譽罪。
10月23日，《新快報》在頭版以「請放人」為題刊發聲明呼籲長沙警方放人。「敝報雖小，窮骨頭，還是有那麼兩根的」聲明稱，「我們一直以為，只要負責任地去做報道，就不會有問題；萬一出現問題，我們登報更正，致歉；實在嚴重，對簿公堂，輸了官司，該怎麼賠就怎麼賠，該關門就關門」。當天中午，中聯重科董事長助理杜峰回應稱「我們確實是報了案，但案件後面都是在司法層面進行，中聯方面不方便多回應。」中聯重科方面還表示，案件已引發中央高層關注，中紀委、中宣部已介入案件。
10月24日，《新快報》再以頭版大標題「再請放人」呼籲「一切在法律框架下解決，不能先抓后審」。
羊城晚报报业集团负责人於2013年10月23日表示：「我們密切關注這起事件，高度關切被拘記者的人身安全和合法權益，希望有關方面嚴格依法辦事，公平、合理、及時處理這起糾紛。」同一天中國記協發佈聲明：「中國記協對新快報記者被拘事件會繼續高度關注，有關部門對此也很重視。我們希望湖南有關方面能夠做出有司法依據的、令人信服的說明。」10月24日至25日，中聯重科在A股和H股股價連續下滑，被認為與此次事件有關。
10月26日，央視《朝闻天下》節目播出警察讯问陈永洲的内容，据陈介绍，其于2012年9月份左右，受朋友所托，帮朋友发一条关于中联重科的负面稿件，在未经严格验证真实性的情况下，陈将该朋友写的新闻发表在《新快报》上，并因此收取了一万元左右的报酬，2012年9月29日至2013年8月8日，陈按此方式，接连在《新快报》上发表十多篇关于中联重科的负面新闻报道，其中仅有一篇半系其在他人安排采访下完成的，其余皆由他人提供现成文稿。2013年6月、7月，陈在他人授意和安排下，先后到香港、北京向香港证监会、香港联交所和中国证监会实名举报中联重科，并先后收取数十万元人民币和数千元港币作为酬劳。有媒体分析称，可能系三一重工收买陈永洲抹黑中联重科。在《朝闻天下》播出相关新闻后，中国记协称“坚决反对滥用新闻采访权，搞有偿新闻、新闻敲诈、虚假报道等违反新闻职业道德的行为。”10月27日，《新快报》在其头版登出道歉声明，称：“本报记者陈永洲受人指使收人钱财发表大量失实报道，严重违反了《中国新闻工作者职业道德准则》和新闻真实性原则，报社对稿件的审核把关不严。事发后报纸采取的不当做法，严重损害了媒体的公信力，教训深刻。”
10月30日，长沙市岳麓区人民检察院对陈永洲以涉嫌损害商业信誉罪批准逮捕。10月31日，广东省新闻出版广电局作出查处决定，给予新快报记者陈永洲吊销新闻记者证的行政处罚，责成羊城晚报报业集团对新快报社进行全面整顿。
11月1日，羊城晚报报业集团党委书记、管委会主任刘红兵兼任新快报社社长；集团管委会委员、羊城晚报社社委孙璇兼任新快报社总编辑；集团党委委员、管委会副主任、副总编辑不再兼任新快报社社长、总编辑；羊城晚报报业集团对新快报社其他班子成员做出部分调整。

## 判刑
2014年10月17日，长沙市岳麓区人民法院以损害商业信誉罪、非国家工作人员受贿罪判处陈永洲有期徒刑1年10个月。